# Storie di vita
Storie di vita (Ah, Sweet Mouse-Story of Life) è un film del 1965 diretto da Chuck Jones e Maurice Noble. È il settimo dei 34 cortometraggi animati della serie Tom & Jerry prodotti da Jones con il suo studio Sib-Tower 12 Productions. Venne distribuito dalla Metro-Goldwyn-Mayer il 20 gennaio 1965. Il titolo originale è un gioco di parole dell'operetta Ah, Sweet Mystery of Life.

## Trama
In un appartamento Tom insegue Jerry, che si rifugia nella sua tana. Il gatto prende una sega, con cui taglia il muro adiacente al buco, ma la parete intorno finisce per crollargli addosso. Dopo essere stato nuovamente inseguito da Tom dentro l'appartamento, Jerry fugge sul cornicione del palazzo. Tom lo segue, ma ben presto entrambi cadono dal cornicione: Jerry riesce ad aggrapparsi a un pennone, mentre Tom si sfracella al suolo. Il topo intanto entra in un deposito, dove trova una tromba pneumatica. Tom risale sul cornicione, venendo spaventato da Jerry con la tromba. Il gatto però apprende l'inganno e fa la stessa cosa a Jerry, che a propria volta si vendica lanciando a Tom delle spade e intrappolandolo in un muro del palazzo. Mentre Jerry ride, Tom riesce a liberarsi e inizia a inseguirlo; il roditore entra in un tubo della grondaia, con cui torna a terra, seguito da Tom. Il gatto rimane incastrato nel tubo, ma Jerry decide di liberarlo utilizzando la trombetta pneumatica. Tom, ora allungato, ringrazia Jerry, ma poco dopo riprende a inseguirlo.